# Hillmicke
 Hillmicke ist ein Ortsteil der Gemeinde Wenden im südlichen Sauerland, Nordrhein-Westfalen (Deutschland), und gehört zum Kreis Olpe.

## Geografie
Der Ort liegt rund sieben Kilometer westlich von Wenden direkt an der Bundesautobahn 4 in unmittelbarer Nähe zum Autobahnkreuz Olpe-Süd (A4/A45) innerhalb des Naturparks Sauerland-Rothaargebirge. Zudem liegt das Dorf zwischen dem nördlich liegenden gleichnamigen Bach Hillmicke, der östlich verlaufenen Bigge und der südlich durch den Ort führenden Hakemicke. Die Bäche Hillmicke und Hakemicke entspringen westlich von Hillmicke.
Der Legende zufolge lag der ursprüngliche Ort im Tal des Hillmickebachs, brannte zu unbekannter Zeit ab, und man siedelte daraufhin im benachbarten Hakemicketal neu. Legenden, dies sei im Dreißigjährigen Krieg geschehen, sind bislang nicht bewiesen, obwohl möglich.
Angrenzende Orte sind Gerlingen, Wendenerhütte, Brün, Büchen, Huppen und Schwarzbruch.
Die Hillmicke befindet sich zum Großteil im Naturschutzgebiet Steinkuhle und Hillmickebach.

## Geschichte

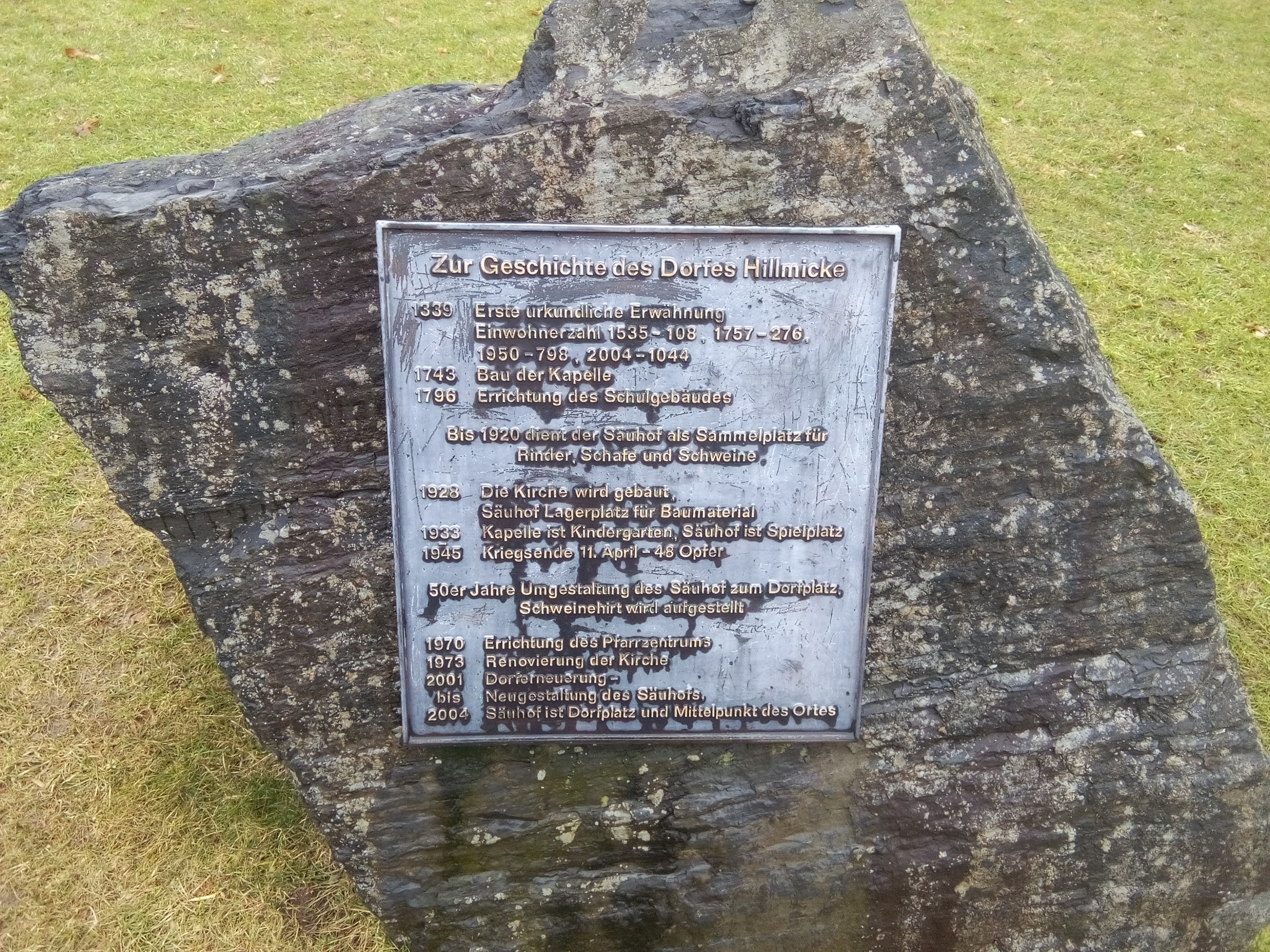

Im Jahr 1536 gehörte Hillmicke zum Gericht Wenden. Frühe Anhaltspunkte über die Größe des Ortes ergeben sich aus einem Schatzungsregister (diente der Erhebung von Steuern) für das Jahr 1543. Demnach gab es in Hillmicke damals „Hilmicken“ 18 Schatzungspflichtige.; die Zahl dürfte mit den damals vorhandenen Höfen bzw. Häusern übereingestimmt haben.

## Religion
Im Jahr 1742 baute man in Hillmicke die erste Kapelle. Das Gotteshaus wurde 15 Jahre später durch ein Feuer vernichtet und anschließend wieder aufgebaut. 1919 erhielt die Gemeinde die Erlaubnis, auch Sonntagsgottesdienste zu feiern. Daraufhin baute man eine neue Kirche an die denkmalgeschützte Kapelle an. Am 8. Dezember 1928 wurde die St.-Antonius-Kirche eingeweiht.